# Gryllotaurus bicornis
Gryllotaurus bicornis är en insektsart som beskrevs av Heinrich Hugo Karny 1929. Gryllotaurus bicornis ingår i släktet Gryllotaurus och familjen Anostostomatidae. Inga underarter finns listade i Catalogue of Life.